# Rasmus Rasmussen
Rasmus Rasmussen (en feroés Regin í Líð) (1871 -1962, Tórshavn) fue un escritor, poeta, político, y naturalista danés-feroés.
Realizó el rescate del idioma originario feroés, escribiendo inclusive trabajos botánicos bilingües, prácticamente creando una lingüística para esa especialidad. Y recién en 1938 se comenzó a reenseñarlo en la escuela pública.

## Obra
- 1909 - Bábelstornið (reeditado 1987)
- 1910 - Plantulæra (Cultivo de plántulas)
- 1912 - Glámlýsi (Nueva ed.: Emil Thomsen, Tórshavn 1987)
- 1922-1923 - Völuspá (traducido, 1945)
- 1928 - Høvdingar hittast (show)
- 1936 - Føroya Flora (reeditado 1952)
- 1942 - Tvær fornsøgur
- 1943 - Tvær skaldsøgur
- 1945 - Fornmálasagnir og fornmálaljóð
- 1945 - Hávamál (traducido)
- 1946 - Gróðrarnýtsla fyrr
- 1949 - Sær er siður á landi (recolecciones 1985)
- 1950 - Føroysk Plantunøvn (nombres de especies de Färöe)
- 1951 - Yvirlit yvir Føroya søgu (vista de la historia de las islas Feroe)
- 1952 - Gróður og gróðrarvánir
- 2001 - Rakul - og aðrar søgur ISBN 99918-0-283-5 (libro disponible)
- 2006 - „Eyðun“. En: »Lo que se dé las...« Historias de las islas Färöe. Publicado por Verena Stössinger & Anna Katharina Dömling, Unionsverlag ISBN 3-293-00366-4
- La abreviatura «Rasm.» se emplea para indicar a Rasmus Rasmussen como autoridad en la descripción y clasificación científica de los vegetales.[1]